# Lina Aristodimou
Lina Aristodimou (griechisch Λινα Αριστοδήμου; verheiratet Aristodimou-Kougioumtzian) (* 30. März 1965 in Nikosia) ist eine ehemalige zyprische Skirennläuferin.

## Karriere
1980 war Aristodimou die erste zyprische Frau die an Olympischen Winterspielen teilnahm. Bei den Olympischen Spielen in Lake Placid erreichte sie den 33. Platz im Riesenslalom. Dieses Ergebnis zählte zugleich als Weltmeisterschaftsergebnis.
Vier Jahre später in bei den Olympischen Spielen in Sarajevo gelang ihr, mit Rang 21 im Slalomrennen, ihr bestes Ergebnis bei einem internationalen Großereignis. Danach ist sie als Rennläuferin nicht mehr in Erscheinung getreten.

## Privates
Ihr Bruder Sokratis nahm ebenfalls als Skirennläufer an Olympischen Winterspielen teil. Ihr Sohn Giannos Kougioumtzian ist auch Skirennläufer.

## Erfolge

### Olympische Winterspiele
- Lake Placid 1980: 33. Riesenslalom, DNF Slalom
- Sarajevo 1984: 21. Slalom, 43. Riesenslalom

### Weltmeisterschaften
- Lake Placid 1980: 33. Riesenslalom, DNF Slalom